# 이영 (1992년)
이영(본명: 노이영, 1992년 8월 16일 ~ )은 대한민국의 가수로 현재는 애프터스쿨의 열 번째 멤버로 영입되었다. 
- 2010년 12월 31일 MBC 가요대제전에서 처음으로 데뷔무대를 치렀다.
- 이후 노이영의 과거 사진으로 화제가 되었는데, 6가지 악기를 다룬다며 더욱 화제가 되었다.[1]
- 애프터스쿨의 첫 정규 앨범 Virgin으로 활동을 시작하였다.

## 음반 외 활동

### 드라마
- 2014년 KBS2 《트로트의 연인》 - 뮤직탱크 MC 역 (특별출연)

### 예능

#### 고정
- 2013년 12월 23일~2014년 7월 22일 《애프터스쿨의 뷰티바이블 시즌1》
- 2014년 9월 16일~현재 - KBS W 《애프터스쿨의 뷰티바이블 2014FW》

#### 게스트
- 2012년 6월 18일 KBS2 《대국민 토크쇼 안녕하세요》
- 2012년 7월 16일 ~ 2012년 7월 23일 Mnet 《비틀즈 코드》
- 2012년 7월 18일 ~ 2012년 7월 25일 MBC every1 《주간 아이돌》
- 2012년 7월 28일 ~ 2012년 8월 11일 JTBC 《상류사회》

## 학력
- 봉의중학교 (졸업)
- 소양고등학교 (졸업)
- 경희대학교 포스트모던음악학과 (재학)

## 수상 경력
- 2008년 강원도 청소년 가요제 대상
- 2007년 강원도 청소년 가요제 금상

- 2006년 강원도 청소년 음악회
- 2007년 강원도 청소년 음악회